# زلزال أنكوريج 2018
زلزال أنكوريج 2018 هو زلزالٌ وقعَ في ألاسكا في الولايات المتحدة بتاريخ 30 نوفمبر 2018. بلغت شدتهُ على مقياس درجة العزم حوالي 7.0.